# Basketball-Bundesliga Bester Defensivspieler
Il Basketball-Bundesliga Bester Defensivspieler è il premio conferito dalla Basketball-Bundesliga al miglior difensore della stagione regolare.

## Vincitori
| Stagione  | Nazionalità   | Giocatore            | Squadra                                |
| --------- | ------------- | -------------------- | -------------------------------------- |
| 2004-2005 | Nigeria       | Koko Archibong       | GHP Bamberg                            |
| 2005-2006 | Nigeria       | Koko Archibong (2)   | GHP Bamberg                            |
| 2006-2007 | Stati Uniti   | Immanuel McElroy     | RheinEnergie Köln                      |
| 2007-2008 | Stati Uniti   | Immanuel McElroy (2) | ALBA Berlino                           |
| 2008-2009 | Stati Uniti   | Immanuel McElroy (3) | ALBA Berlino                           |
| 2009-2010 | Stati Uniti   | Immanuel McElroy (4) | ALBA Berlino                           |
| 2010-2011 | Stati Uniti   | Immanuel McElroy (5) | ALBA Berlino                           |
| 2011-2012 | Slovacchia    | Anton Gavel          | Brose Bamberg                          |
| 2012-2013 | Slovacchia    | Anton Gavel (2)      | Brose Bamberg                          |
| 2013-2014 | Stati Uniti   | Cliff Hammonds       | ALBA Berlino                           |
| 2014-2015 | Stati Uniti   | Cliff Hammonds (2)   | ALBA Berlino                           |
| 2015-2016 | Stati Uniti   | Quantez Robertson    | Skyliners Frankfurt                    |
| 2016-2017 | Germania      | Daniel Theis         | Brose Bamberg                          |
| 2017-2018 | Germania      | Yorman Polas         | Telekom Baskets Bonn                   |
| 2018-2019 | Germania      | Yorman Polas (2)     | Telekom Baskets Bonn                   |
| 2019-2020 | Non assegnato | Non assegnato        | Non assegnato                          |
| 2020-2021 | Germania      | Yorman Polas (3)     | BSG Ludwigsburg                        |
| 2021-2022 | Stati Uniti   | Justin Simon         | BSG Ludwigsburg                        |
| 2022-2023 | Stati Uniti   | Selom Mawugbe        | Rostock Seawolves                      |
| 2023-2024 | Stati Uniti   | Javon Bess           | BG Göttingen                           |
| 2024-2025 | Germania      | Nick Weiler-Babb     | Fußball-Club Bayern München Basketball |